# Bahram Hooshyar
Bahram Hooshyar (1938-1991) fue un militar de Irán, comandante de la Fuerza Aérea de Irán y un estratega importante en la Guerra Irán-Irak.

## Operaciones

### Ataque a H3
El general Hooshyar jugó un papel clave junto con el general Yavad Fakurí en el Ataque a H3 (Ataque de al-Walid) lo cual es innegable. 

### Operación Samen-ol-A'emeh
Él no sólo estaba involucrado en el diseño de Operación Samen-ol-A'emeh, pero también era innovador del plan de Irán para el lanzamiento de misiles en batalla.

## Innovaciones
Estableció por primera vez y comenzó el emplazamiento de misiles Khyber (en Foley Islamabad), junto con algunas divisiones armadas que operan cerca de Qazvin.

## Muerte
Falleció en Teherán en 1991 después de sufrir cáncer durante mucho tiempo. Su escultura en el Museo de la Fuerza Aérea se exhibe como uno de los símbolos iraníes de la guerra entre Irán e Irak.